# T4-DNA-Ligase
Die T4-DNA-Ligase ist ein Enzym aus der Gruppe der DNA-Ligasen und wird vom Enterobakterienphagen-T4 gebildet.

## Eigenschaften

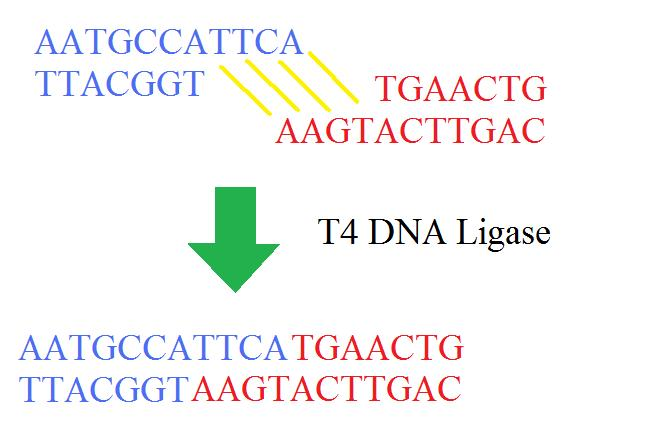
Die beiden DNA-Doppelstränge werden durch die Ligase kovalent verbunden

Die T4-DNA-Ligase wird in infizierten E. coli zu Beginn des lytischen Zyklus des T4-Phagen gebildet. Sie erzeugt je eine Phosphodiesterbindung zwischen zwei aneinandergrenzenden DNA-Sequenzen in DNA-Doppelsträngen und dient den Bakteriophagen zur DNA-Replikation, Rekombination und zur DNA-Reparatur. Cofaktoren sind zweiwertige Magnesiumionen. Die T4-DNA-Ligase fügt sowohl blunt ends als auch sticky ends doppelsträngiger DNA, RNA und DNA-RNA-Hybriden zusammen, einzelsträngige DNA oder RNA jedoch nur in geringem Umfang. Der Doppelstrang muss dafür mindestens 5 gepaarte Nukleinbasen aufweisen. Eine durch Proteindesign modifizierte T4-DNA-Ligase, die als Fusionsprotein mit NFκB p50 erzeugt wurde, besitzt eine 160-fach erhöhte Enzymaktivität.
Die T4-DNA-Ligase katalysiert die Reaktion:
ATP + (Desoxyribonukleotid)(n)-3'-hydroxyl + 5'-Phospho-(desoxyribonukleotid)(m) {\displaystyle \rightleftharpoons } (Desoxyribonukleotid)(n+m) + AMP + Diphosphat

## Anwendungen
Die T4-DNA-Ligase wird im Zuge einer Klonierung oder einer künstlichen Gensynthese zur Ligation zweier DNA-Doppelstränge aneinander verwendet (mit 1 mM ATP und 10 mM Mg2+). Sticky ends werden dabei etwa zwölfmal schneller ligiert als blunt ends (10 min vs. 2 h). Eine thermostabile DNA-Ligase zur Verwendung in Polymerasekettenreaktions-basierten Methoden ist die Taq-DNA-Ligase aus Thermus aquaticus.